# Европейская мода XII века

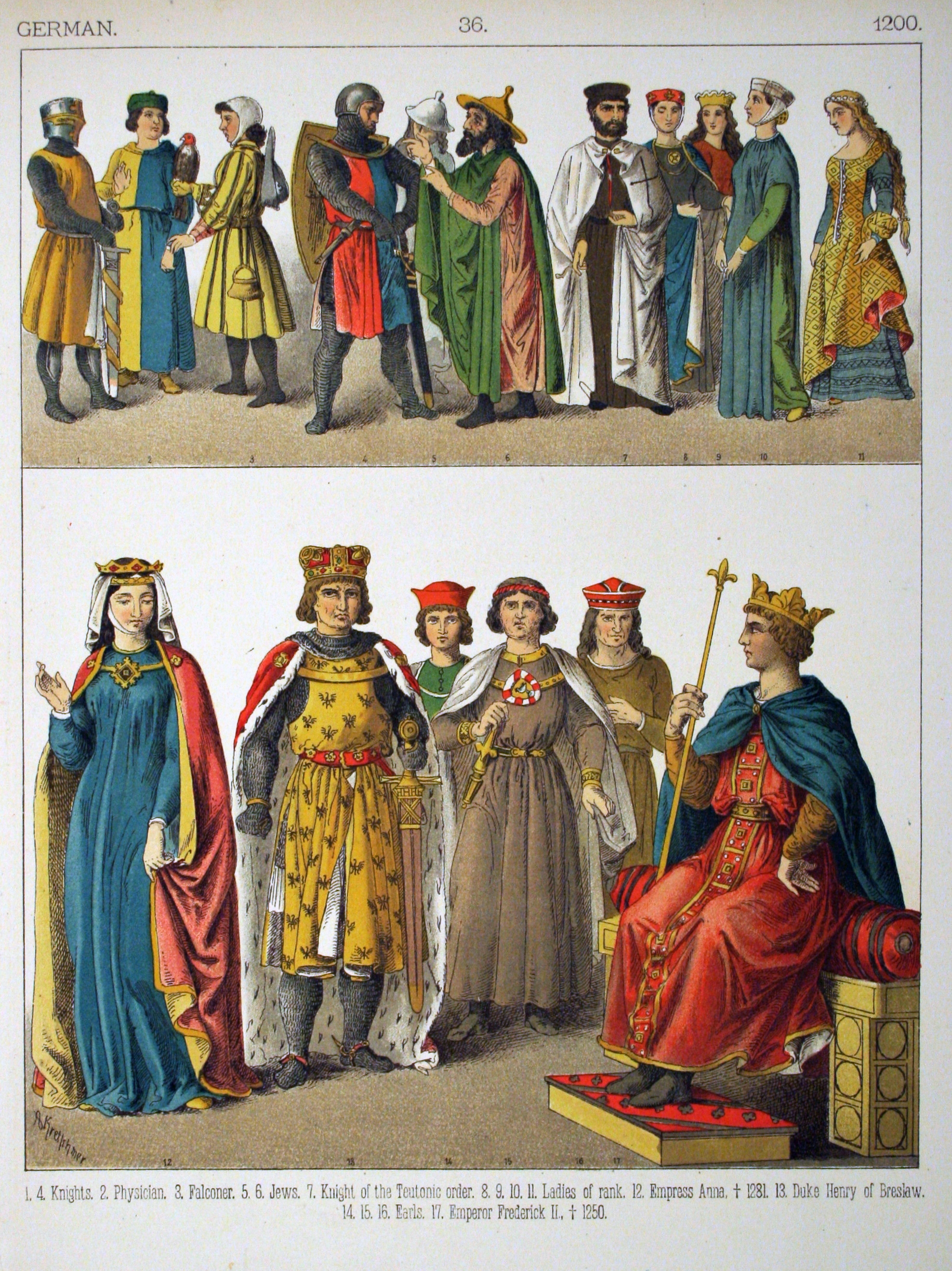
Германская одежда 1200 года на иллюстрациях XIX века

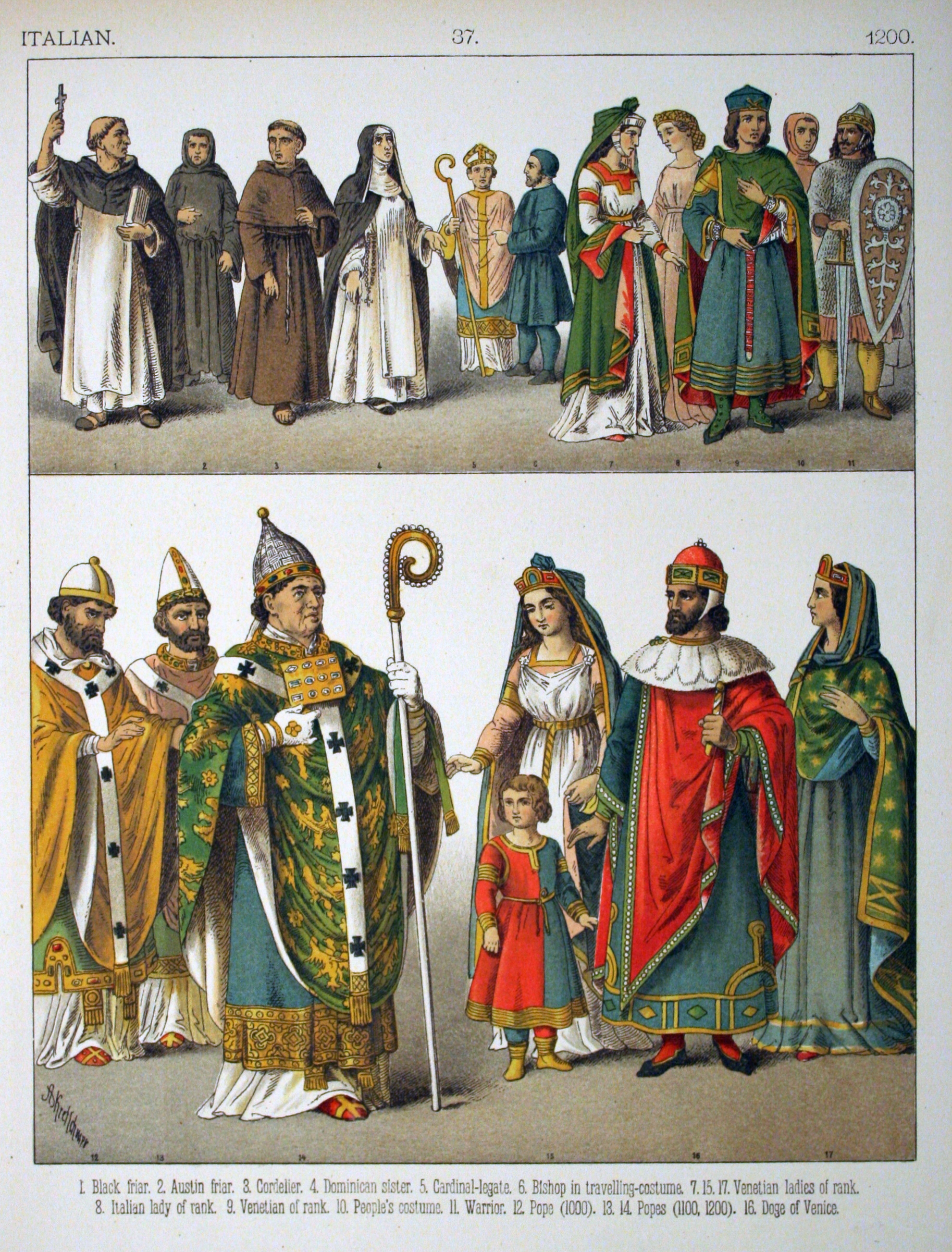
Итальянская одежда 1200 года на иллюстрациях XIX века

Европейская одежда на протяжении XII века была проста и отличалась от одежды предыдущих веков только деталями. Мужчины, как и женщины, носили длинные рубахи. Мужчины высших слоёв общества надевали шоссы (облегающие чулки, прикреплявшиеся к брэ), длинную рубаху, верхние туники и плащи. Пышные юбки и длинные присборенные рукава были характерной чертой женской моды высшего общества.

## Обзор
Так же, как и в предыдущие века, было два основных стиля в мужской одежде: короткая одежда до колена, произошедшая из объединения повседневного платья Поздней Римской Империи и короткой туники, носимой варварами; и длинный костюм, произошедший от одежды римской знати и византийского костюма.
Новой французской модой как для мужчин, так и для женщин, была туника английского образца: длинное верхнее платье с расклешённой юбкой от бедра и рукавами, плотно обтягивающими руки до локтя и затем расходящиеся раструбами. Ранее такая туника слегка присобиралась на талии, а позднее стала плотно прилегать к телу от плеча до бедра. Пояс или ремешок дважды обвязывали вокруг талии и завязывали узлом спереди на животе.

## Ткани и меха

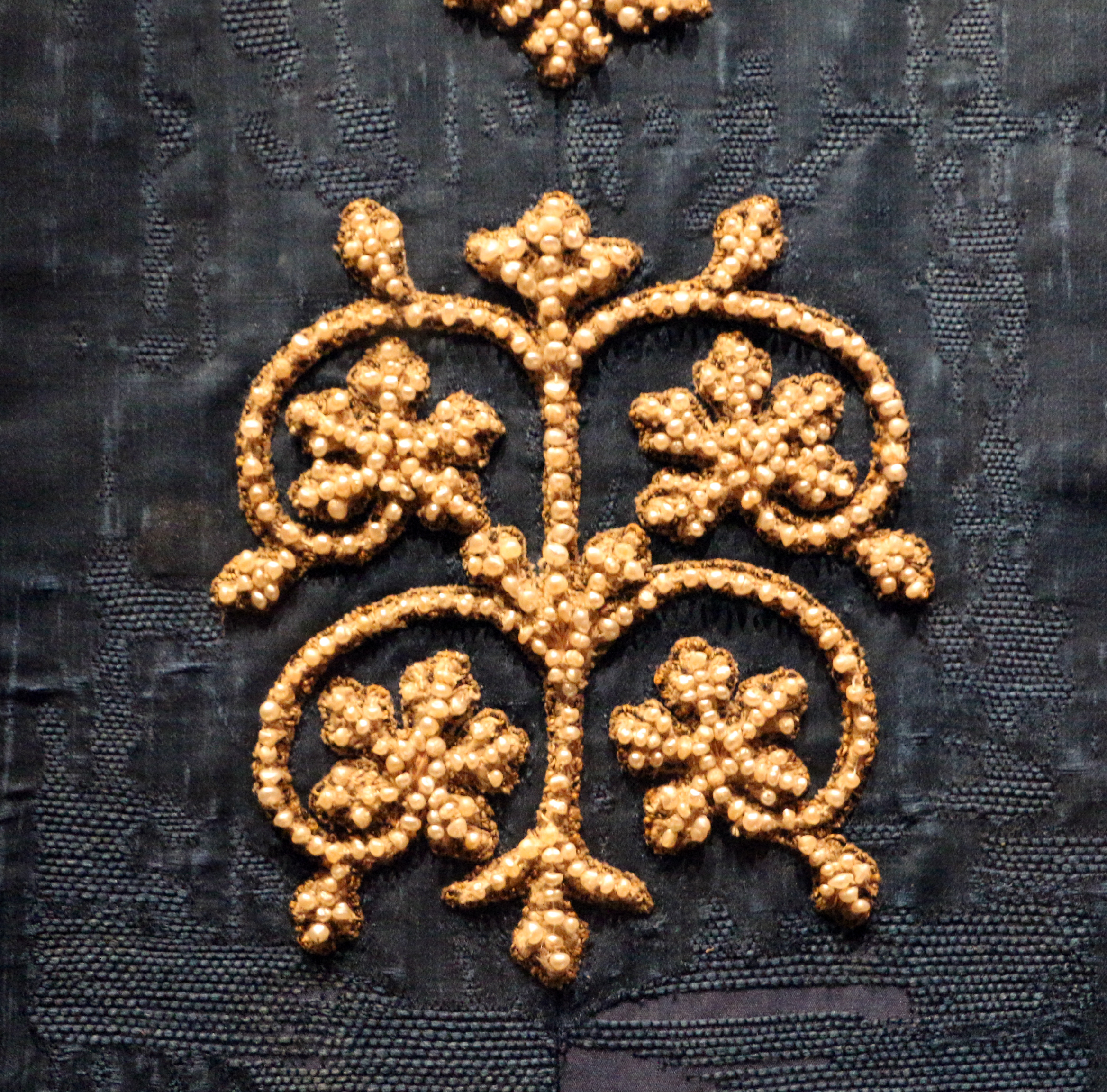
Образец вышивки, Реймс, 1150—1200

Шерсть оставалась основным видом ткани для всех классов общества, несмотря на то что льняное бельё, которое было более удобным по сравнению с кожей и которое можно было постирать и высушить на солнце, становилось всё более и более популярным. Хотя шёлк считался очень дорогим видом ткани, но был доступен процветающим влиятельным слоям населения. Византийским шёлком, который доставляли из Венеции, торговали в Павии. Шёлк из Андалузии достигал Франции через Испанию.
В последнем десятилетии предыдущего века нормандцы повторно захватили Сицилию, и Крестовые походы открыли дополнительные маршруты восточным тканям и оказали влияние на европейскую моду.
Мех использовался как для внутренней отделки одежды, так и для внешней. Особенно был популярен мех белки, который можно увидеть во многих иллюстрированных рукописях в виде белой и серо-голубой полосатой или клетчатой отделки мантий богатых людей.

## Мужская одежда

### Рубахи и шоссы

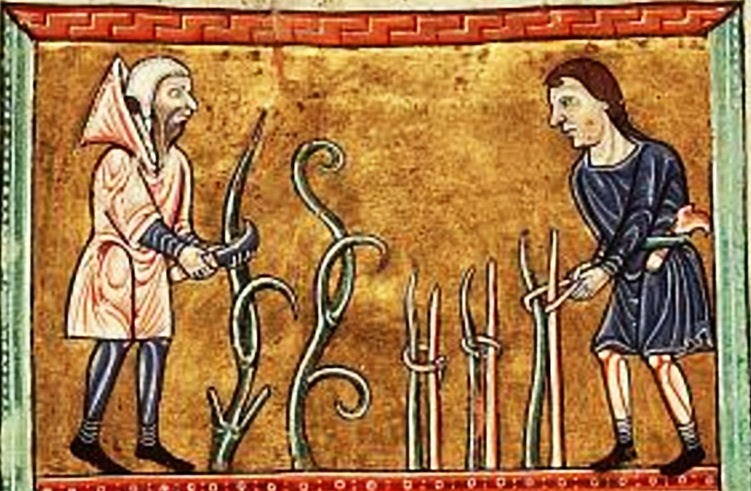
Мужчины в винограднике, книжная миниатюра, ок. 1180

Нательное бельё состояло из нижней сорочки, верхней рубахи с длинным рукавом или робы, длиной как правило до колена, а также раздельных шосс (обычно сшитых изо льна). Со временем их стали сшивать вместе и получались сшивные шоссы. Были популярны полосатые расцветки. В течение столетия, начиная от среднего и высшего классов, шоссы становились более узкими. Ранее они были более свободными и носились со свободными брэ.
Новый вид бриджей носили с кальсонами. Они были до колена или ниже и достаточно широкими в верхней части, что позволяло скрывать в них кальсоны. Бриджи подвязывали поясом от кальсон. Более удобные и подпоясанные новые бриджи исключили необходимость пользоваться специальными лентами для ног. Однако в Англии мужчины всех сословий все ещё продолжали пользоваться лентами, вплоть до правления Ричарда I (Ричард Львиное Сердце). После 12-го века англичане стали носить бриджи с поясом.
Однако во многих северных странах носили штаны в современном понимании. Они были довольно свободного кроя. Носились они с длинными рубахами на выпуск, также различными безрукавками, робами, плащами.

### Верхние туники и дублеты
Поверх рубахи и шосс мужчины надевали длинную, достигавшую колен или щиколоток, верхнюю тунику, которая подпоясывалась на талии ремнём. Эта верхняя одежда плотно облегала верх и расширялась книзу. Рукава также расширялись в зоне кисти. Также верхним платьем могли выступать дублеты и жюппоны. Дублеты как правило были двухслойными.
Сюрко надевали воины поверх брони в период Крестовых походов. Оно было без рукавов, а на груди. как правило, вышивался собственный герб или герб сюзерена. К следующему веку сюрко стало использоваться и в повседневной одежде. При холодной погоде надевались верхние плащи. Они могли быть прямоугольные или с закруглёнными краями. Застёжка располагалась на правом плече или на груди.

### Головные уборы
Мужчины высших слоёв общества часто не носили шляпы. В этот период носили шапочку в виде капюшона и накидку, доходившую до плеч, особенно низшие слои общества (шаперон). Льняной чепец, подвязываемый под подбородком, появился гораздо позже. Носили маленькие, круглые и слегка заострённые кверху, шапочки с закатанными краями. Летом носили соломенные шляпы для работы под солнцем.

## Женская одежда

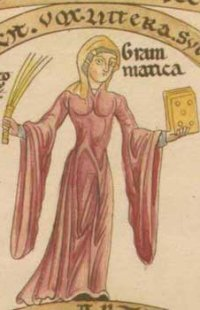
Изображение женщины XII века (из рукописи «Сада наслаждений» Геррады Ландсбергской)

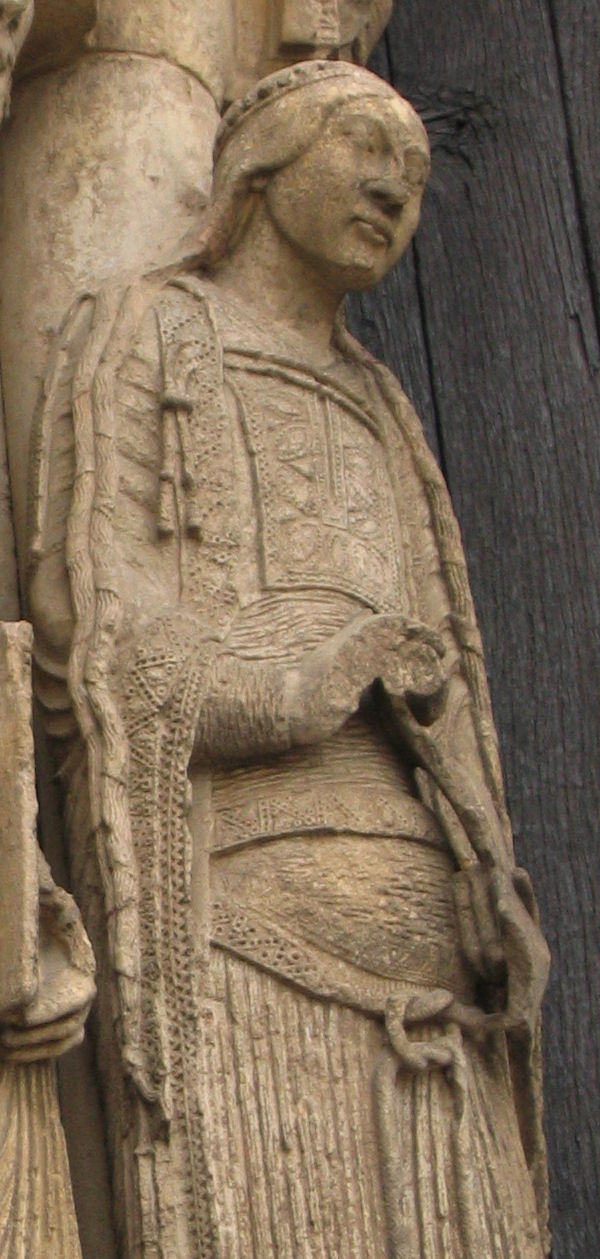
Скульптура на внешней стороне Шартрского собора — на женщине платья с рукавами-блио и завязанный узлом пояс

### Женская сорочка и туника
Женская одежда представляла собой льняную камизу и верхнее платье. Одежда была длиной до щиколотки. Женщины рабочего класса также носили длинные в пол платья и подвязывали их поясом. Знатные дамы носили неплотно прилегающее платье — котту (фр. cotte) или облегающие туники поверх пышных сорочек с узкими рукавами. У такого наряда были узкие до локтя рукава, расширяющиеся к запястьям (блио).
В этот период появляется новый тип одежды — это платье, вырезанное из двух частей: верхняя была облегающей, нижняя более пышной. Тунику иногда носили с длинным поясом, которым опоясывались несколько раз и завязывали узлом на бёдрах. Пояс мог иметь декоративные кисточки или металлические украшения на концах. В Королевстве Англия были популярны платья с узкими рукавами.

### Виды причёсок
Замужние женщины в соответствии с христианской традицией носили вуаль, которая была короче спереди и длиннее на плечах. Вуаль могла быть с тесьмой или с прикреплёнными к ней волосами, которые покупались у родственников умерших людей.
Позже в Англии под вуаль надевали платок. Он скрывал шею, иногда и подбородок и завязывался на голове.